# Stanford Encyclopedia of Philosophy
 (décembre 2024).
Si vous disposez d'ouvrages ou d'articles de référence ou si vous connaissez des sites web de qualité traitant du thème abordé ici, merci de compléter l'article en donnant les références utiles à sa vérifiabilité et en les liant à la section « Notes et références ».
La Stanford Encyclopedia of Philosophy (SEP) est une encyclopédie de philosophie en ligne mise en place et gérée par l'université Stanford. Créée en 1995 par Edward N. Zalta, elle s'est imposée comme la référence dans son domaine. La SEP est intégralement en langue anglaise, mais fait appel à des universitaires venant du monde entier. Des concepts ou des thèmes généraux sont traités. 

## Description
La SEP a été initialement développée grâce à des fonds publics américains venant de la Fondation nationale pour les sciences humaines et de la National Science Foundation. En libre accès, l'encyclopédie collecte des fonds pour maintenir la gratuité : le financement repose sur le soutien fourni par plusieurs bibliothèques et consortiums de bibliothèques universitaires, principalement des États-Unis.
Concernant le contenu, la SEP conserve des règles et pratiques traditionnelles pour une encyclopédie : 
- chaque entrée est rédigée par un expert, auteur spécialiste du domaine traité ;
- l'auteur désigné pour la rédaction est choisi par un éditeur ou un comité éditorial compétent (mais pas nécessairement spécialiste) dans le champ couvert par l'encyclopédie ;
- un comité de lecture valide les articles ;
- les auteurs, non rémunérés, restent propriétaires du copyright ;
- chaque entrée doit être modifiée au moins une fois tous les cinq ans. Les coordonnées de l'auteur permettent de suggérer des modifications.